# جوانا كروبا
جوانا كروبا (بالبولندية: Joanna Krupa) وهي ممثلة وعارضة أزياء بولندية المولد أمريكية الجنسية ولدت في 23 أبريل 1979 في وارسو في بولندا، وهي أبرز من ظهر في البرنامج التلفزيوني الشعبي الرقص مع النجوم. ظهرت في مسلسلات تلفزيون الواقع مثل الرقص مع النجوم وأفضل عارضة وربات منزل حقيقيات في ميامي.

## روابط خارجية
- جوانا كروبا على موقع IMDb (الإنجليزية)
- جوانا كروبا على موقع ألو سيني (الفرنسية)
- جوانا كروبا على موقع أول موفي (الإنجليزية)
- جوانا كروبا على موقع قاعدة بيانات الفيلم (الإنجليزية)
- جوانا كروبا على موقع كينوبويسك (الروسية)
- جوانا كروبا على موقع دليل عارضات الأزياء (الإنجليزية)